# Dům čp. 97 (Štramberk)
Dům čp. 97 stojí na ulici Jaroňkova ve Štramberku v okrese Nový Jičín. Roubený dům byl postaven na konci 18. století. Byl zapsán do Ústředního seznamu kulturních památek ČR před rokem 1988 a je součástí městské památkové rezervace.

## Historie
Podle urbáře z roku 1558 na náměstí bylo postaveno původně 22 domů s dřevěným podloubím, kterým bylo přiznáno šenkovní právo a sedm usedlých na předměstí. Uprostřed náměstí stál pivovar. V roce 1614 je uváděno 28 hospodářů a za hradbami 19 domů. Za panování jezuitů bylo v roce 1656 uváděno 53 domů. První zděný dům čp. 10 byl postaven na náměstí v roce 1799. V roce 1855 postihl Štramberk požár, při něm shořelo na 40 domů a dvě stodoly. V třicátých letech 19. století stálo nedaleko náměstí ještě dvanáct dřevěných domů. Dům čp. 97 byl majetkem rodiny Baarovy a do konce 19. století je majetkem rodiny Petrášovy.

## Stavební podoba
Dům je přízemní roubená stavba obdélného půdorysu. Orientován je pětiosou okapovou stranou do ulice, ve střední ose je umístěn vchod. Je postaven na nízké kamenné podezdívce, která vyrovnává svahovou nerovnost. Dům je rouben z kuláčů. Roubena stavba má sedlovou střechu s bedněným štítem, podlomením a výzorníky. K východnímu průčelí byla přistavěna roubená hospodářská budova, která byla upravena na zděný přístavek se sedlovou střechou.